# ユリア水道
ユリア水道（ユリアすいどう、ラテン語: Aqua IuliaまたはAqua Julia）は古代ローマの水道（ローマ水道）で、アグリッパにより紀元前33年に造られた。その後、紀元前11年～前4年に掛けて初代ローマ皇帝アウグストゥスにより改築・拡張された水道施設。水源はラテン街道の10マイル地点から2マイル（ローマから見て）右へ行った地点であり、現在のグロッタフェッラータ付近である。ローマ水道の技術書の著者でありローマ水道長官でもあったフロンティヌスによれば、水量は1日あたり48,240m3（1,206クイナリア）で、水道の全長は22.8km（15.4265ローマ・マイル）で、そのうち10.4km（7.000ローマ・マイル）は地上の導水渠で構成されていた。ローマより7マイルストーンの場所からは全て地上の導水渠となり、0.78km（0.528ローマ・マイル）は構造物内に、9.6km（6.472ローマ・マイル）は水道橋上の導水渠を経由していた。
上段よりユリア水道、テプラ水道、マルキア水道と導水渠を3段に積み上げた形の水道橋を通りローマ市内に達し、ティブルティーナ門付近でそれぞれの最終配水池に向けて分岐していた。
ユリア水道のものとされるヴィットーリオ・エマヌエーレ2世広場の配水池に向かう水道橋がPiazza Guglielmo Pepeに残っているが、この水道橋の導水渠の高さからマッジョーレ門地点での高さを推定すると63.739mであり、ユリア水道の同地点での高さが57.38mであることから矛盾があり、この配水池及び水道橋はクラウディア水道または新アニオ水道のものと推定される。

## 導水渠の経路

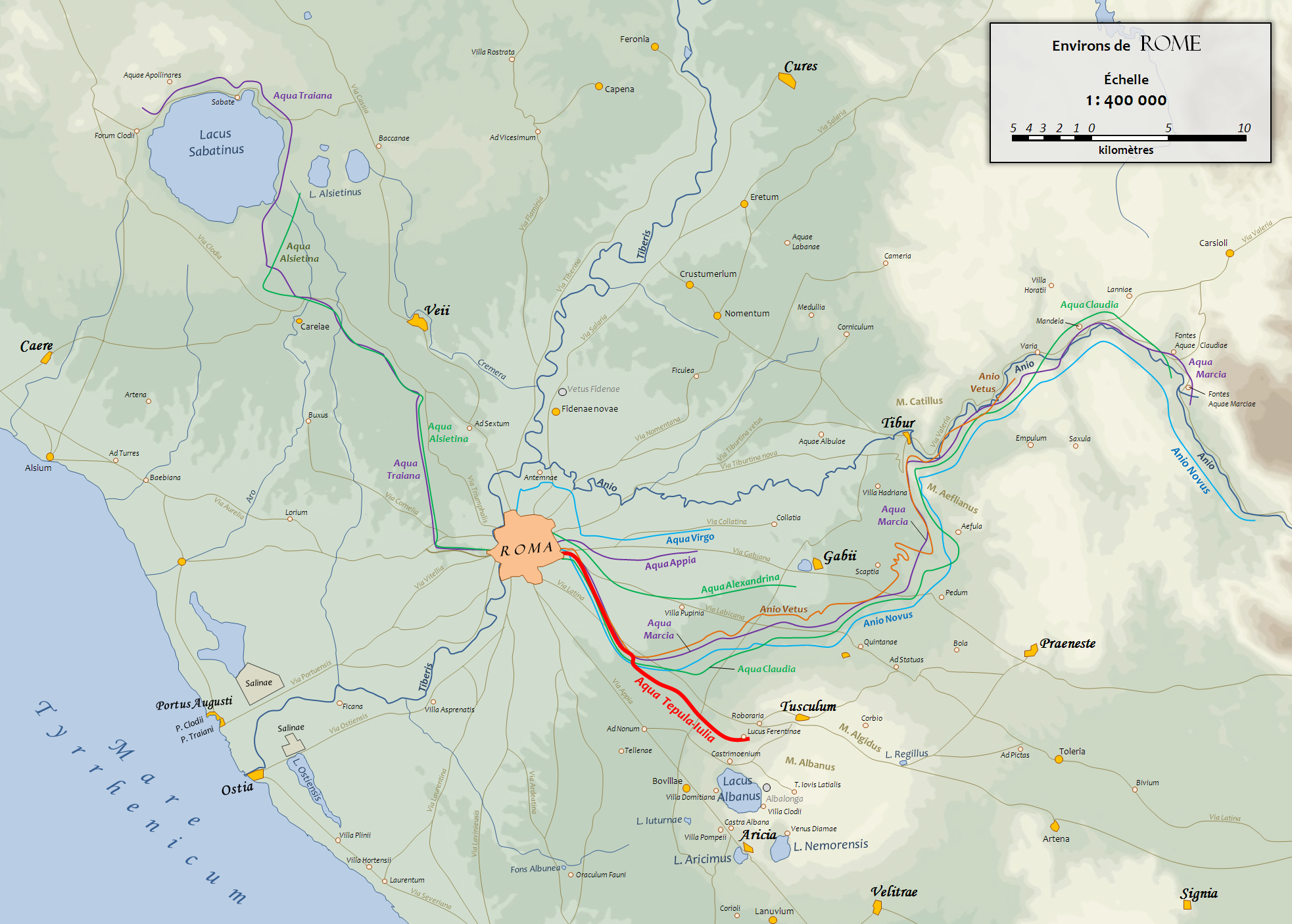
ユリア水道の水源からの経路（赤線）

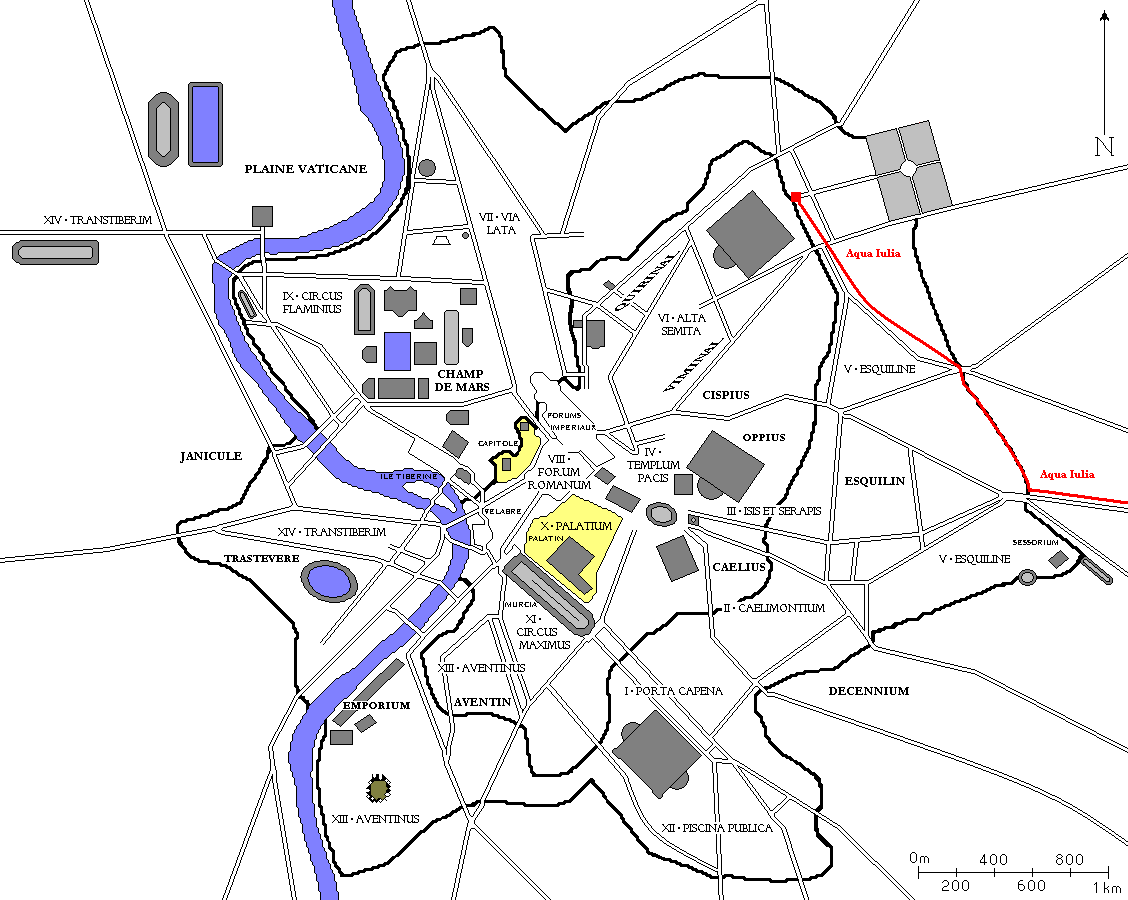
ユリア水道のローマ市内における経路（赤線）